# 김병관 (1948년)
김병관(金秉寬, 1948년 12월 12일~)은 대한민국의 군인이다. 본관은 김해(金海)이다.
경기중학교, 경기고등학교를 졸업하고 1967년 서울대학교 화학공학과에 입학하였다. 이후 한 학기만에 자퇴하고, 육군사관학교를 수석 입학하여 수석 졸업하였다. 졸업 후 대한민국의 육군으로 활동하였으며, 1973년 3월부터 1973년 6월까지는 잠시 베트남 전쟁에 참전하였다.
이후 그는 2006년 11월에 한미연합사령부 부사령관으로 취임하여 2008년 3월까지 재직 후 은퇴하였다. 2013년 2월 박근혜 정부의 제44대 국방부 장관 후보자로 지명되었으나 38일만에 자진사퇴하였다.

## 학력
- 1964년 경기중학교 졸업
- 1967년 경기고등학교 졸업
- 1967년 서울대학교 공과대학 화학공학과 중퇴
- 1972년 육군사관학교 제28기 학사(수석졸업)
- 1974년 육군보병학교 졸업
- 1975년 육군화공학교 졸업
- 1975년 육군공병학교 졸업
- 1976년 육군기갑학교 졸업
- 1976년 육군포병학교 졸업
- 1978년 국방대학교 행정학사 졸업

## 경력
- 1996년 제6포병여단 여단장
- 1997년 육군대학 교수부장
- 1998년 2보병사단장(육군 소장)
- 1999년 합동참모본부 전력기획부장
- 2001년 7군단장(육군 중장)
- 2003년 제1야전군사령관(육군 대장)
- 2006년 11월~2008년 3월: 한미연합사 부사령관
- 2010년 7월~2012년 6월: ㈜유비엠텍 비상근 고문
- 2011년 5월: (사)세계종합격투기연맹 고문
- 2012년 7월: 포럼 국민행복실천연합 자문위원
- 2017년~: 한미안보연구회 회장
- 자유민주당 최고위원
- 선진통일건국연합 고문
- 2021년 12월~2022년 1월: 국민의힘 살리는 선거대책위원회 총괄특보단 국방안보특보단 한·미동맹특보